# V.
《V.》是美國作家托马斯·品钦的後現代諷刺长篇小说，也是品欽的首部小說，出版于1963年。它讲述了一名转业的美国海军水兵本尼·普罗费恩和一群伪波希米亚主义艺术家、一群以Whole Sick Crew之名为人所知的hangers-on重归紐約；以及一名名叫赫伯特·斯坦西尔的成年旅行者寻找一个名为“V.”的神秘事物的故事。小說曾獲得國家圖書獎提名。

## 叙事手法
西德在谈到《V．》的叙事方式时说：“构成小说节奏之一的是交织在一起的两个主要系列。一个是以本尼·普鲁费恩为中心，主要发生在纽约的现实系列；另一个是发生于1898到1943年间的历史系列。历史部分由赫伯特·斯坦西尔对一个叫做V．的神秘人物的追踪。串联到一起。”普鲁费恩和斯坦西尔这两个人物行为方式迥异，一个随波漂流，过着溜溜球的流浪生活；另一个则好奇执着，一心要揭开V的秘密。他们的活动轨迹分别构成了字母V的两条边。然而殊途同归，这两个人物虽然生活方式不同，但是他们都是在和这一渐渐物化的世界进行着抗争，挣扎着要保持一份生命的活力。这就是两条线相交，构成了字母V的原因。对物化世界的抗争使他们走到了一起，这种抗争使得他们可以在这物化的世界中保持一份精神的自由。

## 主题
熵这个主题在《V．》中得到了充分的阐释。《V．》呈现了一个正在熵化、物化的世界。在这个世界里，无生命物体在向人类发动进攻，“生气一步步堕落为死气”。小说问世的时候，品钦正在波音公司担任技术性写作的工作。他整天面对着的是一个技术统治的世界，机器的世界。人与机器、人与无生命物体的关系很自然地成为了品钦思考的主题。小说中，一切生命都在丧失着活力，V．的物化实际代表着整个世界在失去生命和活力的这一过程。随着物化程度的加重，人和机器已经不能区分。弗格斯把自己的身体和电视机连为一体，从而变成了电视机的延伸。一个用来进行汽车实验的人体模型施罗德告诉普鲁费恩说终将有一天人会完全失去生命力，失去灵魂，变得像这些模型一样，只剩下一个躯壳。小说中的整个世界都在失去活力，失去生命，走向熵化，走向“热寂”。
无生命化和恋物癖这两个词在《V．》的原文中反复出现，它们和物化这个概念是一体的。物化导致无生命化．无生命化也是物化的过程和形式。当物化渗人人际关系时便产生了恋物癣，同时恋物癖也促成了进一步的物化和无生命化。尽管《V．》可说是品钦最消极和不抱希望的作品，但品钦还是提出的一些解决办法。品钦认为有很多方式可以抵制物化的趋势．既有暂时的也有长远的。在《V．》以后的作品如《叫卖第49组》、《万有引力之虹》中尤其可以看出，品钦认为社会最终走向热寂这个结局不是不能避免的。第一种是热衷于一件个人认为有重大意义的事情，第二种是亲近自然，第三种办法是关爱——朋友间的友情和男女间的爱情。
该书涉及不少与两次世界大战有关的政治、历史事件。其中包括：19世纪90年代末英法两国为了抢占上尼罗河地区的战略要地而爆发的法绍达事件；20世纪初德国人在西南非洲为征服当地土著居民进行的种族大屠杀；第二次世界大战期间马耳他被纳粹围困而遭受的人道主义灾难。小说中那些虚构的历史人物，如风流好色、狡猾的英国外交部间谍西德尼(小斯坦西尔的父亲)；经常为女人而与西德尼争风吃醋的邦戈一沙夫茨伯里；善于辱骂别人祖宗十八代的奥地利领事馆厨师领班梅克内斯；经常出入于“维苏”地区的老间谍休·戈多尔芬船长；策划窃取波堤切利名画《维纳斯的诞生》的曼蒂萨及其同伙切萨雷；有偷窥癖的德国工程师蒙多根；荒淫无度、残忍嗜血的德国军官福帕尔以及生活在愧疚、悔恨之中的马耳他人福斯托·马伊斯特罗尔等人迥然不同的思想性格和经历，包含了作家对人类文明的忧思，表达了他敢于正视历史现实的良知和勇气，能让读者自觉地反思人类往日的历史，并从中去寻找某些现实问题产生的根源。

## 书目
- Grant, J. Kerry. A Companion to V. Athens: University of Georgia Press, 2001.
- Simonetti, Paolo and Umberto Rossi (eds.). Dream Tonight of Peacock's Tails: Essays on the Fiftieth Anniversary of Thomas Pynchon's V. Newcastle upon Tyne: Cambridge Scholars Publishing, 2015. ISBN 9781443877671